# Ramon Sender (Musiker)

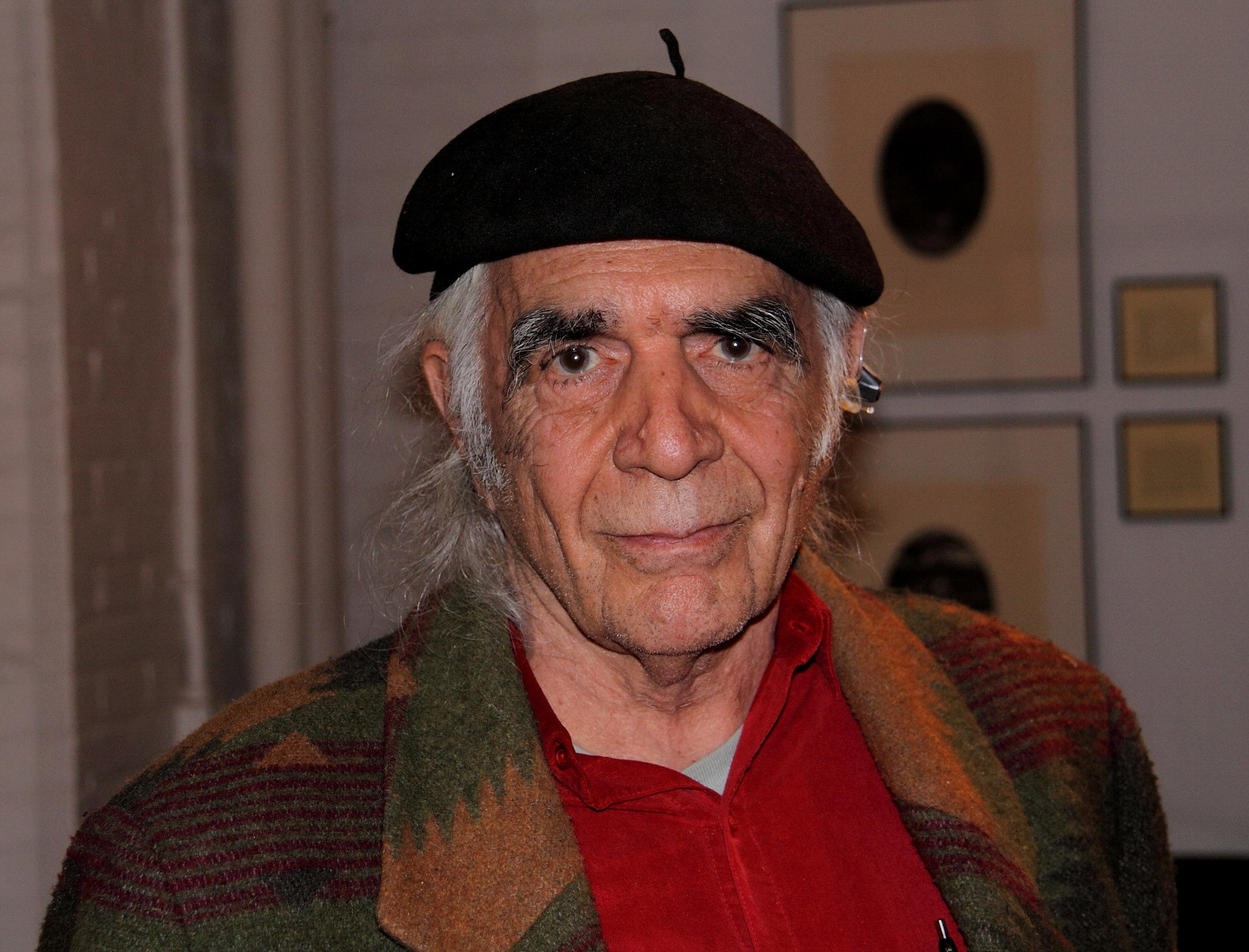
Ramón Sender (2011)

Ramón Sender Barayón (* 29. Oktober 1934 in Madrid, Spanien) ist ein US-amerikanischer Komponist, Künstler und Schriftsteller. Mit Morton Subotnick und Pauline Oliveros gründete er 1962 das San Francisco Tape Music Center. Als Autor wurde er vor allem bekannt durch die Biografie seiner Mutter: Ein Tod in Zamora.

## Leben und Wirken
Sender ist der Sohn des spanischen Schriftstellers Ramón J. Sender, der sich bei Ausbruch des Bürgerkriegs den republikanischen Truppen anschloss. Seine Mutter, Amparo Barayón, wurde 1936 von Franco-Truppen gefangen genommen und erschossen. Sender und seine Schwester wurden vom Roten Kreuz nach Frankreich verbracht, beide landeten schließlich 1939 in Manhattan, wo sie in einer amerikanischen Familie unterkamen.
Als Teenager nahm er Klavierunterricht bei George Copeland und studierte Musik bei Elliott Carter, Harold Shapero, Robert Erickson am San Francisco Conservatory of Music, das er mit dem Bachelor of Music abschloss, und Darius Milhaud am Mills College, wo er den M.A. erlangte.
Mit dem San Francisco Tape Music Center starteten die drei Gründer Reihen von monatlichen Konzerten in einem Saal, den sie sich mit dem Radiosender KPFA-FM teilten. In einem angeschlossenen Studio für elektronische Musik produzierten unter anderen Terry Riley und Steve Reich Aufnahmen. 1966 wurde das Unternehmen ans Mills College verlegt. Im Januar 1966 war Sender Koproduzent des Trips Festivals im Umfeld der Acid-Tests.
Ab April 1966 widmete er sich Meditation und Yoga mit Gleichgesinnten in der Morningstar Ranch, einer Hippie-Kommune im Sonoma County, das nach seinen Worten einem Aschram in der Tradition Aurobindo Ghoses glich.
1973 nahm Sender für ein Semester einen Lehrauftrag für elektronische Musik an der Sonoma State University an. Im folgenden Jahr reiste er mit Alicia Bay Laurel nach Südamerika, um ihr gemeinsames Buch Being of the Sun zu recherchieren und zu schreiben. Das Schreiben wurde nun seine Hauptbeschäftigung; Artikel von ihm erschienen in The Co-Evolution Quarterly, The Whole Earth Review und The Modern Utopian. Nach der Veröffentlichung seines Buches Zero Weather zog er nach San Francisco um, wo er unter anderem Buchbesprechungen für den San Francisco Chronicle schrieb und einen Verlag gründete. Dank eines 1983 erhaltenen Stipendiums konnte er die Biographie seiner Mutter A Death in Zamora erstellen, die 1989 durch die University of New Mexico Press herausgegeben wurde. Es erschien auf Deutsch unter dem Titel „Ein Tod in Zamora“.

## Veröffentlichungen

### Bücher
- Being of the Sun (mit Alicia Bay Laurel)
- Zero Weather
- A Death in Zamora (dt.: Ein Tod in Zamora, übersetzt von Peter Kultzen)
- Catalog of Prints, Drawings, Original Art
- A Planetary Sojourn. Stories, Articles, Essays and Four Recipes for Bliss[2]

### Alben
- Worldfood (aufgenommen 1965 im San Francisco Tape Music Center, veröffentlicht 2004)
- Desert Ambulance (aufgenommen 1962/1964, veröffentlicht 2006)[3]